# Coelogynopora tenuis
Coelogynopora tenuis är en plattmaskart som beskrevs av Meixner 1938. Coelogynopora tenuis ingår i släktet Coelogynopora och familjen Coelogynoporidae. Inga underarter finns listade i Catalogue of Life.